# Station Waitematā
Station Waitematā, voorheen bekend als Britomart Transport Centre is een spoorwegstation in de Nieuw-Zeelandse stad Auckland. Het station ligt centraal, in het stadscentrum van Auckland. Het wordt bediend door de Oostelijke Lijn, de Zuidelijke Lijn, de Westelijke Lijn en de Onehunga-Lijn.
Het station is in 2003 geopend als kopstation. In eerste instantie stopten er dieseltreinen op het station en heette het station 'Britomart'. Dat er dieseltreinen op een ondergronds station stopten, was een zeldzaam fenomeen. Sinds 2015 is het gehele spoorwegnet van Auckland echter geëlektrificeerd.  Het stationsgebouw is gevestigd in het gebouw van een voormalig postkantoor. De sporen en perrons liggen onder dit gebouw. Van 2017 tot 2021 was het station gesloten wegens grote verbouwingen. Deze verbouwingen waren onderdeel van het realiseren van de City Rail Link (een treintunnel door het centrum van Auckland die de gebieden beter met elkaar verbindt). Sinds de heropening in 2021 loopt het spoor door. De treinen zullen echter pas doorrijden bij de voltooiing van de City Rail Link.
Het station heette in eerste instantie 'Britomart'. In 2023 werd de naam veranderd naar 'Waitematā', genoemd naar de nabijgelegen haven.

## Bediening
De volgende treinen stoppen op station Waitematā:
| Serie           | Treinsoort                           | Route                                                                                    | Bijzonderheden |
| --------------- | ------------------------------------ | ---------------------------------------------------------------------------------------- | --- |
| Oostelijke Lijn | Voorstadspoorweg (Auckland One Rail) | Waitematā – Panmure – Ōtāhuhu – Manukau                                                  | Rijdt iedere twintig minuten. Rijdt in de spits iedere tien minuten. Rijdt 's avonds eens in het halfuur.                                                                   |
| Zuidelijke Lijn | Voorstadspoorweg (Auckland One Rail) | Waitematā – Newmarket – Ōtāhuhu – Puhinui – Manurewa – Takaanini – Papakura – (Pukekohe) | Rijdt iedere twintig minuten. Rijdt in de spits iedere tien minuten, maar rijdt dan eens in de twintig minuten tot Pukekohe. Rijdt 's avonds eens in het halfuur.           |
| Westelijke Lijn | Voorstadspoorweg (Auckland One Rail) | Waitematā – Newmarket – New Lynn – Henderson – Swanson                                   | Rijdt iedere twintig minuten. Rijdt in de spits iedere tien minuten. Rijdt 's avonds eens in het halfuur. Station Maungawhau wordt verbouwd en zal in 2026 worden heropend. |